# Polychloorbifenyl
Polychloorbifenyl (pcb) is een klasse van organische stoffen met 1 tot 10 chlooratomen die vastzitten aan bifenyl. De algemene brutoformule is C12H10-xClx. De meeste pcb's zijn kleurloze en geurloze kristallen. De commerciële mengsels zijn heldere viskeuze vloeistoffen. Hoe meer chlooratomen in de moleculen, hoe viskeuzer het pcb is. Pcb is een verzamelnaam voor een vrij uitgebreide familie (209 leden) van stoffen.
De pcb's die hoofdzakelijk in hoogspanningstransformatoren worden gebruikt zijn van het type "askarel" of "clopheen".
De algemene eigenschappen van pcb's zijn de slechte oplosbaarheid in water en de lage dampspanning. Pcb's lossen echter wel makkelijk op in de meeste organische oplosmiddelen, en ook in olie en vet. De commerciële bruikbaarheid van pcb's was grotendeels op de chemische stabiliteit gebaseerd, samen met de onbrandbaarheid. Bovendien zijn pcb's een elektrische isolator, in tegenstelling tot op water gebaseerde vloeistoffen.
Pcb's zijn zeer stabiele verbindingen die niet makkelijk uiteenvallen. Daarom blijven pcb's lang in het milieu aanwezig.

## Toepassing van pcb's
Lange tijd zijn pcb's op zeer uiteenlopende manieren toegepast: als isolatievloeistof in transformatoren en condensatoren, als hydraulische vloeistof, koelvloeistof, smeermiddel en als brandvertrager en stabilisator in kunststoffen, en verder in verf, inkt, lak, kit en lijm. Aangezien productie en gebruik van pcb's sinds 1985 volledig zijn verboden, zijn dit soort pcb-houdende producten al lange tijd niet meer in de handel. Maar een transformator gaat mogelijk zo'n veertig jaar mee, zodat er in de industrie nog steeds toepassingen te vinden zijn.
Exacte gegevens over het aantal resterende pcb's-bevattende apparaten in Nederland zijn niet beschikbaar. Geschat wordt dat bij de elektriciteitsdistributeurs circa 106.000 transformatoren in gebruik zijn. Een derde daarvan bevat pcb's. Het overgrote deel van deze groep pcb-bevattende transformatoren is licht verontreinigd. Slechts een tiental is zwaar verontreinigd (wat wil zeggen: bevat meer dan vijf milligram pcb's per kilogram). Afgezien van de elektriciteitscentrales bevinden zich elders in Nederland nog zo'n 20.000 tot 40.000 transformatoren. Hoeveel pcb-houdende condensatoren zich in Nederland bevinden, is niet bekend.

## Giftigheid
Een beperkt aantal leden van de pcb-familie (11 leden) heeft met dioxine vergelijkbare giftige eigenschappen. Verder geldt dat bij verbranding van pcb's bij temperaturen onder 1000 °C (bijvoorbeeld in gewone vuilverbrandingsovens) dioxinen kunnen worden gevormd, waarbij de giftigheid sterk kan toenemen. In Nederland geldt een algeheel verbod op de productie en het gebruik van pcb's. Desondanks ligt er in de Nederlandse bodem en in het slib nog een erfenis, aangezien pcb's ruim 50 jaar zijn toegepast in industrie en techniek. En ook zijn er nog steeds transformatoren en condensatoren in gebruik die pcb's bevatten. Het overheidsbeleid is erop gericht deze apparaten zo snel mogelijk te reinigen of te verwijderen.
Doordat pcb's zo moeilijk afbreekbaar zijn, hopen ze zich op in het vetweefsel van dieren. Schadelijke effecten treden daardoor vaak op bij roofdieren aan het einde van de voedselketen. Door verontreiniging van waterbodems komen pcb's ook veel voor in vis en viseters. Soms sterven zeehonden pas in een periode dat deze dieren hun vetreserves aanspreken, bijvoorbeeld bij voedselschaarste of verzwakking door ziekte. De vergiftiging kan zo ernstig zijn dat de dode dieren als chemisch afval moeten worden behandeld.
In 2016 werd door een duikrobot onderzoek gedaan in de Marianentrog en de Kermadectrog op meer dan tien kilometer diepte van de Stille Oceaan. Daar bleken alle organismen grote concentraties PCB's te bevatten. Deze zijn waarschijnlijk door de resten van dode dieren en door afval op grote diepte terechtgekomen.

## Effecten van pcb op de gezondheid
Stoffen als pcb's krijgt de mens binnen via de voeding. Die verontreinigingen worden opgeslagen in ons lichaamsvet. Dit geldt ook voor baby's. Al in de baarmoeder wordt de baby aan de in het vet van de moeder opgeslagen stoffen blootgesteld en later via de moedermelk. Pcb's worden in verband gebracht met verstoring van de ontwikkeling van jonge kinderen. Uit onderzoek is echter gebleken dat vooral de blootstelling vóór de geboorte van grote invloed is en dat in Nederland de ontwikkeling van kinderen die borstvoeding hebben gekregen niet onder doet voor die van flesgevoede kinderen. Er is dan ook geen reden om vanwege de pcb's en dioxinen het geven van moedermelk te ontraden. De positieve aspecten van moedermelk, zoals de samenstelling met belangrijke afweerstoffen voor de baby, zijn namelijk belangrijker dan de mogelijke nadelen van aanwezigheid van pcb's en dioxinen.
Pcb's kunnen leverschade veroorzaken en het optreden van kanker bevorderen (carcinogeen). Ze kunnen geboorteafwijkingen veroorzaken (teratogeen) en aantasting van het afweersysteem (verminderde immuniteit). Ook kunnen pcb's een verstorende invloed uitoefenen op de hormoonhuishouding, dit betreft zowel de geslachtshormonen als schildklierhormonen. Verminderde vruchtbaarheid kan hiervan het gevolg zijn.

## Normstelling
Omdat, zoals hierboven aangegeven, pcb's verdeeld kunnen worden in niet-dioxineachtige en dioxineachtige pcb's zijn er twee typen normstelling op van toepassing. In Nederland wordt uitgegaan van een toelaatbare dagelijkse inname (TDI) voor dioxines, furanen en dioxineachtige pcb's van 1 picogram toxische equivalent per kilogram lichaamsgewicht per dag. Een picogram is een miljoenste van een miljoenste gram. Een toxische equivalent (TEQ) is de eenheid waarmee tientallen verschillende dioxinen en pcb's qua giftigheid met elkaar kunnen worden vergeleken.

## Rampen
In 1968 werd in Japan door een lek in koelsysteem rijstolie gecontamineerd (vervuild). De mensen die de rijstolie gebruikten leden aan chlooracne, oedeem, donkere huidpigmentering en fatale leverschade. De pcb's drongen ook door de placenta en contamineerden zo borelingen.
In 1970 werden 600 ton pcb's in de Hudson River geloosd.
Van 1940 tot 1978 stelde men in New Bedford Harbor bij vissen en kreeften een contaminatie vast van meer dan 5000 ppb.
In het Baikalmeer werd in totaal 200 ton pcb's geloosd. Dit leidde tot stoornissen in de reproductie van vogels en leidde bij vrouwen tot een verkorting van de menstruatiecyclus.
In 1999 kwamen in België ongeveer 50 kg pcb's en 1,5 g dioxine in de voedselketen terecht. Dit gaf aanleiding tot de dioxinecrisis.